# Ehrhard Schmidt

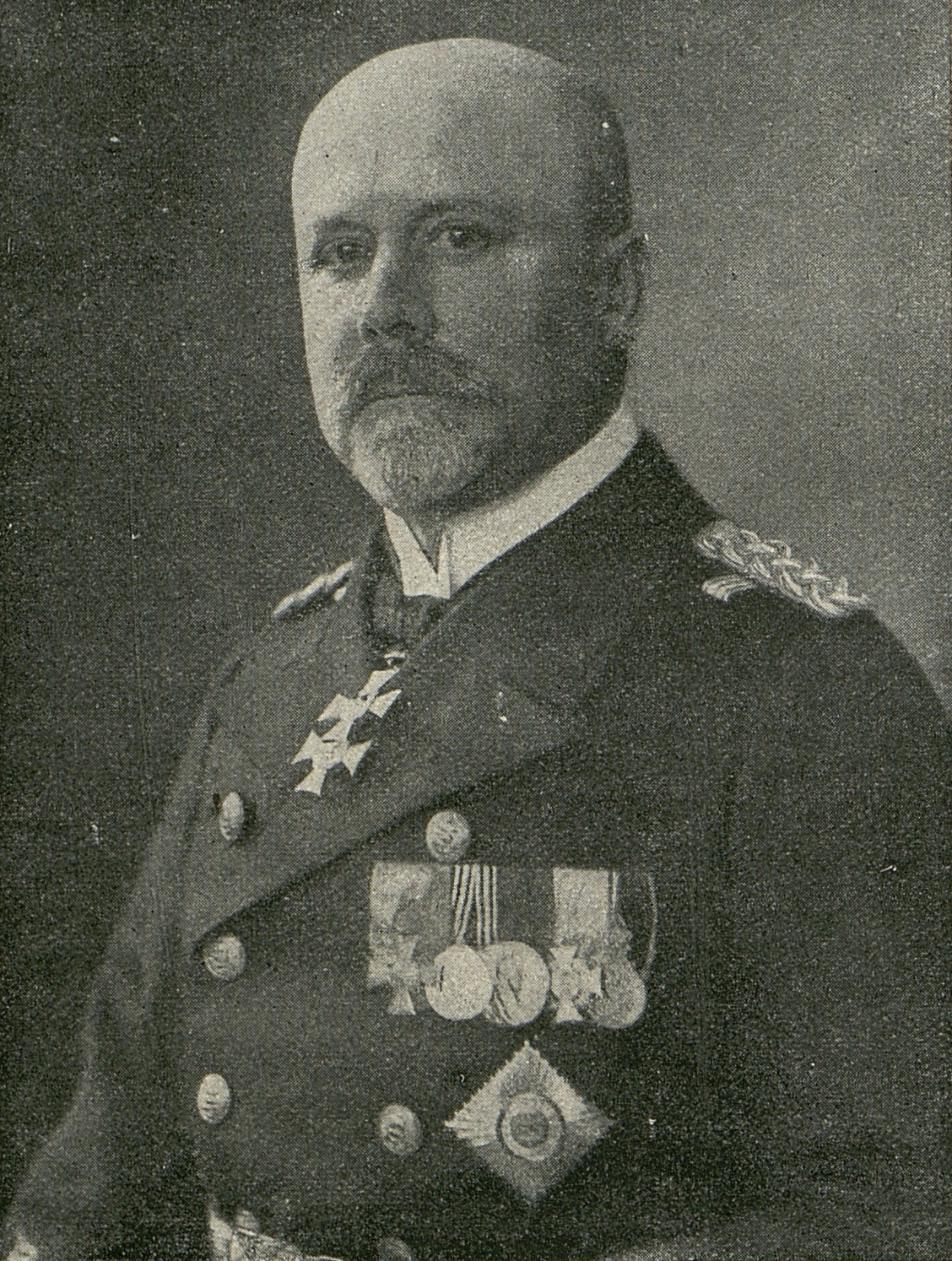
Vizeadmiral Ehrhard Schmidt (ca. 1917)

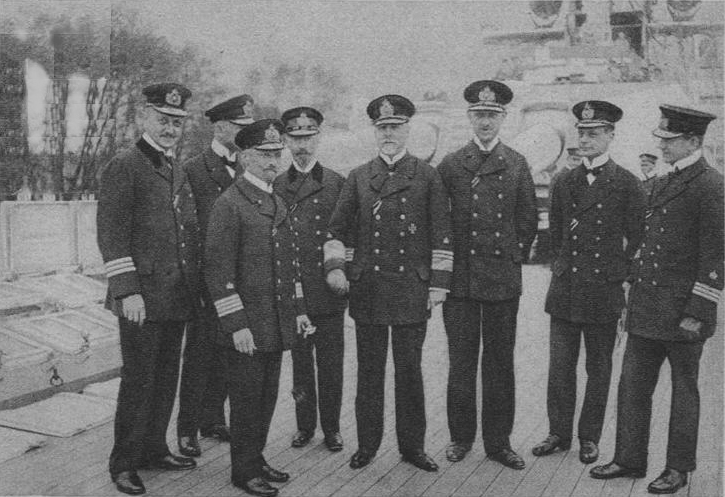
Ehrhard Schmidt als Vizeadmiral mit Offizieren seines Stabes 1916

Ehrhard Schmidt (* 18. Mai 1863 in Offenbach am Main; † 18. Juli 1946 in Aschau am Inn) war ein deutscher Admiral im Ersten Weltkrieg.

## Leben
Schmidt trat am 22. April 1879 im Alter von 16 Jahren als Seekadett in die Kaiserliche Marine ein. Er durchlief verschiedene Land- und Bordverwendungen; Dienstposten im Einsatz und in der Führung sowie in der Ausbildung lösten einander ab. Von 1880 bis 1882 nahm er als Fähnrich an der Weltumseglung des Dreimasters Hertha teil. Nach seiner Rückkehr wurde er zum Leutnant zur See befördert. In der Folge dient er u. a. als Geschwader-Artillerieoffizier.
Er wurde 1905 zum Kapitän zur See befördert und war von September 1905 bis September 1907 Kommandant des Großen Kreuzers Prinz Adalbert. Von September 1908 bis September 1910 war er Kommandant des Linienschiffs Hessen, um anschließend nach einer kurzen Zwischenverwendung als Festungskommandant von Wilhelmshaven zum Konteradmiral befördert und Zweiter Admiral des II. Geschwaders der Hochseeflotte ernannt zu werden. Als Kommandeur der V. Division hatte er das Kommando über die modernsten Großlinienschiffe ihrer Zeit, darunter Prinzregent Luitpold, Kaiser und Friedrich der Große.
Zu Beginn des Ersten Weltkriegs war er Kommandeur des IV. Geschwaders der Hochseeflotte, bestehend aus den alten Schiffen der Wittelsbach-Klasse. Während der Skagerrakschlacht, der größten Seeschlacht des Ersten  Weltkrieges, kommandierte Schmidt das I. Geschwader der Hochseeflotte und durchbrach während des Nachtgefechts die britischen Linien. Hierbei wurden sechs britische Zerstörer und ein Kreuzer versenkt.
Ab 7. Juli 1915 war er als Chef des ab diesem Zeitpunkt in der Ostsee eingesetzten IV. Geschwaders in der östlichen Ostsee eingesetzt, und am 11. Januar 1916 wurde er zum Befehlshaber der Aufklärungsschiffe in der östlichen Ostsee ernannt, wobei er auch die Aufgaben des zum gleichen Zeitpunkt aufgelösten Führers der Aufklärungsstreitkräfte der Ostsee übernahm. Im Jahre 1917 leitete er den maritimen Sonderverband von 321 Schiffen zur Besetzung der baltischen Inseln Dagö, Moon und Ösel (Unternehmen Albion). Durch ein Flaggensignal ging Schmidt hierbei in die Seekriegsgeschichte ein, als er auf dem Flaggschiff Moltke das Signal „Sofort der Flotte Raum geben!“ setzen ließ. Ein Verband von über hundert Minensuchbooten war bis zu diesem Zeitpunkt damit beschäftigt, für die Kampfschiffe eine sichere Durchfahrt zu schaffen. Um das Überraschungsmoment nicht zu verlieren, zog Schmidt mit elf Kampfschiffen ohne Verluste durch die Minenfelder. Für seine Leistungen wurde er am 31. Oktober 1917 mit dem Orden Pour le Mérite ausgezeichnet.
Am 25. April 1918 wurde Schmidt unter Verleihung des Kronen-Ordens I. Klasse mit Schwertern zur Disposition sowie am 11. August 1918 à la suite des Seeoffizierskorps gestellt.
1921 heiratete er in der Offenbacher Friedenskirche Lily Eichhorn, mit der er fünf Jahre später in die Nähe von München zog.
Neben seiner Ernennung zum Ehrenvorsitzenden des Marinevereins München 1932 wurde er 1936 zum Ehrenführer des Gaus Bayern  ernannt. Seine Heimatstadt Offenbach am Main ehrte ihn durch die Benennung einer Parkanlage in „Admiral-Schmidt-Park“, welcher jedoch nach dem Zweiten Weltkrieg in „d'Orville-Park“ umbenannt wurde. 1940 schickte ihm Wilhelm II. aus seinem Exil in Holland ein Telegramm mit folgendem Inhalt: Möge wieder einmal ein Admiral Ihr Ösel-Signal geben: Sofort Raum geben für die Flotte! Besten Gruß – Wilhelm.

## Auszeichnungen
- Roter Adlerorden II. Klasse mit Stern, Eichenlaub und Schwertern[2]
- Eisernes Kreuz (1914) II. und I. Klasse[2]
- Preußisches Dienstauszeichnungskreuz[2]
- Bayerischer Militärverdienstorden II. Klasse mit Stern und Schwertern[2]
- Hessische Tapferkeitsmedaille[2]
- Komtur II. Klasse des Hessischen Philipps-Ordens
- Mecklenburgisches Kriegsverdienstkreuz II. Klasse[2]
- Friedrich-August-Kreuz I. Klasse[2]
- Großkreuz des Albrechts-Ordens mit Schwertern[2]
- Ritterkreuz I. Klasse des Friedrichs-Ordens[2]